# Festival du Film Policier de Cognac
Das Festival du Film Policier de Cognac (französisch für Filmfestival für Polizeifilme von Cognac) war ein jährliches Filmfestival, das in der französischen Stadt Cognac zwischen 1982 und 2007 stattfand. 1991 fiel das Festival aus. Das Festival fokussierte sich auf das Thriller, Krimi- und Polizeifilmgenre und hatte ab 1993 auch die Kategorien Kurz- und Fernsehfilm mitaufgenommen.
2007 zog sich das Weinsyndikat Bureau National Interprofessionel du Cognac als Finanzier des Festivals zurück. Damit endete die Geschichte des Festivals. Die Stadt Beaune rief 2009 das Festival International du Film Policier de Beaune ins Leben.
1988 und 2006 konnten die deutschsprachigen Filme Die Katze und Silentium gewinnen.

## Preisträger
- 1982: Ohne jeden Zweifel (Beyond Reasonable Doubt) (1980)  Neuseeland
- 1983: Nur 48 Stunden (48 Hrs.), (1982)  Vereinigte Staaten
- 1984: Addition, L' (1984)  Frankreich
- 1985: Schmutziger Kleinkrieg (No habrá más penas ni olvido), (1983)  Argentinien
- 1986: Hitcher, der Highway Killer (The Hitcher), (1986)  Vereinigte Staaten
- 1987: The Big Easy – Der große Leichtsinn (The Big Easy), (1987)  Vereinigte Staaten
- 1988: Die Katze (1988)  Deutschland
- 1989: Das dreckige Spiel (True Believer), (1989)  Vereinigte Staaten
- 1990: March Kill Me Again (1989)
- 1992: Die Hand an der Wiege (The Hand That Rocks the Cradle), (1992)  Vereinigte Staaten
- 1993: One False Move (1992)  Vereinigte Staaten
- 1994: Die Eskorte (La scorta), (1993)  Italien
- 1995: Kleine Morde unter Freunden (Shallow Graves), (1994)  Vereinigtes Königreich
- 1996: Last Supper – Die Henkersmahlzeit (Last Supper), (1995)   Vereinigte Staaten
- 1997: Freeway (1996)  Vereinigte Staaten
- 1998: Face (1997)  Vereinigtes Königreich
- 1999: Ein neuer Tag im Paradies (1998)  Vereinigte Staaten
- 2000: Une affaire de goût (2000)  Frankreich
- 2001: Chopper  (2000)  Australien
- 2002: Nine Queens (Nueve reinas), (2000)  Argentinien
- 2003: La April Caja 507 (2002)
- 2004: Memories of Murder ( 	살인의 추억 (Salinui chueok)), (2003)  Südkorea
- 2005: Ein ferpektes Verbrechen – Crimen ferpecto ( Crimen ferpecto), (2004)  Italien  Spanien
- 2006: Silentium (2004)  Österreich
- 2007: A Very British Gangster (2006)  Vereinigtes Königreich